# Derrick Walton
Derrick Walton Jr., né le 3 avril 1995 à Détroit dans le Michigan, est un joueur américain de basket-ball. Il mesure 1,80 m et évolue au poste de meneur.

## Biographie
Derrick Walton est né à Detroit, dans le Michigan, d'Angela et Derrick Walton Sr. le 3 avril 1995. Walton avait envisagé de fréquenter la Saginaw High School avec son ami Dorian Dawkins, mais Dawkins est décédé le 12 juin 2009 en raison d'une malformation cardiaque. Walton Sr. est devenu l'entraîneur à Chandler Park Academy.
Le 1er août 2011, Walton annonce son engagement verbal non contraignant envers les Wolverines du Michigan, l'équipe universitaire de l'université du Michigan. À l'époque, il est classé respectivement 77e, 88e et 92e dans la catégorie 2013, selon Scout.com, Rivals.com et ESPN.com. Cet engagement intervient un jour après que Zak Irvin a rejoint la classe de recrutement du Michigan en 2013. Au cours de l'été 2012, le classement Rivals.com de Walton est passé de la 57e à la 44e place dans la catégorie nationale de 2013. Le 16 novembre 2012, le basketball masculin du Michigan a reçu une lettre d'intention nationale signée. À la Chandler Park Academy, il a été finaliste du prix Mr. Basketball du Michigan en 2013 face à Monte Morris. Il est choisi dans l'équipe American Parade de 2013 et est nommé joueur de l'année du Michigan,. À la fin de sa carrière au lycée, il est classé 37e par Rivals.
En octobre 2018, Walton signe un contrat avec le Žalgiris Kaunas qui court jusqu'à la fin de la saison en cours. En février, le Žalgiris et Walton rompent le contrat d'un commun accord. Le lendemain, Walton rejoint l'Alba Berlin pour pallier l'absence de leur meneur Stefan Peno.
Le 22 octobre 2019, il signe un contrat avec les Clippers de Los Angeles.
Le 6 février 2020, il est envoyé aux Hawks d'Atlanta puis est coupé.
Le 21 février 2020, il rebondit aux Pistons de Détroit avec un contrat de 10 jours.
En novembre 2020, Derrick Walton rejoint les 76ers de Philadelphie pour une saison. Il est licencié par les 76ers le 14 décembre 2020.
Le 18 décembre 2020, Tony Parker annonce son arrivée à LDLC ASVEL en janvier 2021.
Fin décembre 2021, il signe pour 10 jours en faveur des Pistons de Détroit,. Début janvier 2022, Walton retourne au Cruise de Motor City, l'équipe de G-League affiliée aux Pistons.

## Palmarès
- Champion de France 2020-2021 avec l'ASVEL

## Records sur une rencontre en NBA
Les records personnels de Derrick Walton Jr. en NBA sont les suivants, :
| Type de statistique        | Saison régulière | Saison régulière                | Saison régulière |
| Type de statistique        | Record           | Adversaire                      | Date             |
| -------------------------- | ---------------- | ------------------------------- | ---------------- |
| Points                     | 10               | @ Kings de Sacramento           | 31 décembre 2019 |
| Paniers marqués            | 4                | @ Kings de Sacramento           | 31 décembre 2019 |
| Paniers tentés             | 6                | Nets de Brooklyn                | 29 décembre 2017 |
| Paniers à 3 points réussis | 2                | @ Kings de Sacramento           | 31 décembre 2019 |
| Paniers à 3 points tentés  | 3                | 5 fois                          | 5 fois           |
| Lancers francs réussis     | 3                | 2 fois                          | 2 fois           |
| Lancers francs tentés      | 4                | @ Timberwolves du Minnesota     | 13 décembre 2019 |
| Rebonds offensifs          | 1                | 4 fois                          | 4 fois           |
| Rebonds défensifs          | 3                | Knicks de New York              | 21 mars 2018     |
| Rebonds totaux             | 4                | Knicks de New York              | 21 mars 2018     |
| Passes décisives           | 5                | Mavericks de Dallas             | 22 décembre 2017 |
| Interceptions              | 2                | 2 fois                          | 2 fois           |
| Contres                    | 1                | 3 fois                          | 3 fois           |
| Balles perdues             | 2                | Pelicans de La Nouvelle-Orléans | 23 décembre 2017 |
| Minutes jouées             | 30               | @ Timberwolves du Minnesota     | 13 décembre 2019 |

- Double-double : 0
- Triple-double : 0